# Военная история башкир (энциклопедия)
Энциклопедия «Военная история башкир» — научно-популярное издание, посвящённое военной истории башкир и народов Башкортостана.

## Описание
В энциклопедии собраны материалы о башкирский вооружённых формированиях XVII—XIX веков, периода Отечественной войны 1812 года, Гражданской войны, Великой Отечественной войны. Так же представлены материалы о военных операциях, вооружённых конфликтах и войнах, в который принимали участие башкирские воинские формирования, о башкирах служивших в составе других воинских формирований и частей. Представлены документы о военных учреждениях, связанных с военной службой башкир, воинских званиях, титулах и наградах, башкирской периодической печати периода Гражданской и Великой Отечественной войн. Книга иллюстрирована богатыми фотоматериалами знамён, знаков отличия, форм одежды.
Книга состоит их двух частей. Первая часть книги представляет собой обзорные очерки, характеризующие основные вехи военной истории башкир до вхождения в состав Российского государства и после этого события.
Вторая часть составляют статьи, расположенные в алфавитном порядке. Во второй части: Герои Советского Союза и полные кавалеры ордена Славы, кавалеры ордена Красного Знамени РСФСР из башкир; уроженцы края, служившие в башкирских частях, участники башкирского национального движения (члены Башкирского военного совета, Башревкома, командиры и комиссары, полковые и дивизионные муллы вооружённых формирований, руководители военных учреждений и другие); участники Гражданской войны, деятели Белого движения и красноармейцы, кантонные начальники из башкир, башкирских дворянских родов, участники башкирских восстаний XVII—XVIII веков, Крестьянской войны 1773—1775 годов, оренбургские военные и генерал-губернаторы, участники войн и походов России во второй половине XVI — начале XX веков; башкиры-кавалеры орденов Святого Георгия, Святого Владимира, Святой Анны и Святого Станислава, а также награждённые знаком отличия Военного ордена (Георгиевским крестом).

## Награды
В октябре 2014 года энциклопедия «Военная история башкир» стала дипломантом Всероссийского конкурса «Лучшая научная книга в гуманитарной сфере — 2014» в номинации «История; археология; этнография», организованного Межрегиональным центром инновационных технологий в образовании, Кировской ордена Почёта государственной универсальной областной научной библиотекой имени А. И. Герцена и Научной библиотекой Вятского государственного гуманитарного университета.

## Научно-редакционная коллегия
- Главный редактор А. З. Асфандияров
- Редакторы К. И. Аглиуллина, И. Г. Акманов, Р. Г. Буканова и другие.

Над изданием работали сотрудники Научно-издательского комплекса «Башкирская энциклопедия». Директор У. Г. Саитов. Энциклопедия издана в 2013 году.

## Критика
Рецензентами Г. В. Калашниковым и А. И. Раздорским А. И. в отзыве на энциклопедию в журнале «Военно-исторический журнал», при признании значения издания и в целом высокого уровня, отмечен качественный дисбаланс между статьями, связанными с башкирами и Башкортостаном, и статьями общего плана. Указан с десяток «неудачных» статей с очевидными ошибками.
Например, не выдерживает никакой критики статья «Батальон»:

Обилие ошибок и несообразностей, заключённых в одной и столь краткой фразе, вызывает некоторую растерянность.
Рецензентами указано, что в статье «Советско-финляндская война 1939—1940» повторены расхожие мифы:

Невнимание автора статьи к литературе последнего времени привело к печальным последствиям: в энциклопедию проникла ложная информация, а этого нельзя было допустить. Пусть ошибка эпизодична, несущественна, но она способна подорвать доверие ко всему изданию вообще, вызывать сомнения в компетенции авторского и редакторского коллектива.
Прямой ошибкой является наименование в издании статей российских наградах в форме: «Анны орден»; «Станислава орден», «Владимира орден» и т. д. вместо «Святой Анны, орден»; «Святого Станислава, орден», что искажает самую их суть, значение и назначение.
В ряде биографических статьей авторы игнорируют существующие версии биографий персон, настаивая на их башкирском происхождении или связи с Башкирией: так, например, о Герое Советского Союза Александре Матросове в статье дана только авторская версия, приписывающая герою башкирское происхождение (якобы настоящее имя и отчество — Мухамедьянов Шакирьян Юнусович, место рождения — башкирская деревня Кунакбаево), что противоречит официально установленной биографии, о которой в статье даже не упомянуто.